# Patéma et le Monde inversé
Patéma et le Monde inversé (サカサマのパテマ, Sakasama no Patema) est un film d'animation écrit et réalisé par Yasuhiro Yoshiura, sorti en 2013.
Quatre ONA servant de prologue sont diffusés en streaming en 2012.
Une adaptation en manga a également vu le jour dans le magazine Monthly Big Gangan de l'éditeur Square Enix.

## Synopsis
Patéma vient d'une civilisation vivant dans de longs tunnels souterrains profondément enterrés. Elle adore explorer ces tunnels et aimerait visiter le monde extérieur malgré les avertissements fréquents d'un mystérieux danger. En explorant la « zone dangereuse », elle se retrouve nez à nez avec un « homme chauve-souris », un être mystérieux aux yeux rouges se déplaçant au plafond. Attaqué par ce dernier, elle tombe au fond du puits. Arrivée à la surface, elle rencontre alors un jeune garçon nommé Age qui la sauve en l'empêchant de « tomber dans le ciel ». Tous deux découvrent alors que la gravité s'exerce de façon opposée pour eux deux, et que chacun de leur monde semble totalement inversé pour l'autre.

## Personnages
- Age (エイジ, Eiji?) est un garçon du monde d'Aiga et le premier Algaïen à rencontrer Patéma. Il est au lycée et a perdu son père quelques années plus tôt lors d'un test de vol que ce dernier avait effectué.

- Patéma (パテマ, Patema?) est une jeune fille qui aime explorer les galeries de son monde. Lors de l'une de ses explorations, elle tombe dans un puits et se retrouve dans le monde d'Aiga. Elle y rencontre Age, un Algaïen qui va tout faire pour l'aider à rentrer chez elle.

- Kaho (カホ, Kaho?)

- Lagos (ラゴス, Lagosu?) est un ami disparu de Patéma. Il aime explorer les galeries lui aussi.

- Porta (ポルタ, Poruta?) est un jeune homme, ami de Patéma qui est attiré par elle.

- Izamura (イザムラ, Izamura?)

## Fiche technique
- Réalisation : Yasuhiro Yoshiura
- Société de production : Purple Cow Studios Japan
- Pays de production :  Japon

## Distribution

### Voix originales
- Yukiyo Fujii : Patema
- Nobuhiko Okamoto : Age
- Shintarô Oohata : Porta
- Shinya Fukumatsu : l'Ancien
- Masayuki Katô : Lagos
- Hiroki Yasumoto : Jaku
- Maaya Uchida : Kaho
- Takaya Hashi : Izamura

### Voix françaises
- Lisa Caruso : Patéma
- Gabriel Bismuth-Bienaimé : Age
- Hervé Grull : Porta
- Gabriel Le Doze : Izamura
- Julien Chatelet : Jack
- Martial Le Minoux : Lagos
- Gérard Surugue : l'ancien
- Stéphane Ronchewski : l'instituteur
- Brigitte Lecordier
- Isabelle Volpé
- Pascal Grull

## Production
La production du film d'animation par Yasuhiro Yoshiura et le studio Purple Cow Studios Japan est annoncée en décembre 2011. Un prologue de quatre épisodes nommé Patema Inverted: Beginning of the Day est diffusé en streaming sur le site Niconico Video. Le premier épisode est diffusé le 26 février 2012, le deuxième le 24 mars 2012, le troisième le 25 juin 2012 et le quatrième le 25 août 2012.
D'abord prévu pour 2012, le film est repoussé en 2013. Il est diffusé en avant-première au festival international du film d'animation d'Annecy en juin 2013, puis est sorti le 9 novembre 2013 au Japon. En France, le film est sorti au cinéma le 12 mars 2014 et sera commercialisé en DVD/Blu-ray à partir du 9 septembre 2014.

## Musique
La chanson du générique de fin est chantée par Estelle Micheau en langue Espéranto.

## Manga
Un manga est publié dans le magazine Monthly Big Gangan de l'éditeur Square Enix entre mars 2012, et août 2013. L'unique volume est sorti le 25 octobre 2013.

## Distinctions
Le film a gagné le prix du public ainsi que celui du jury à Scotland Loves Anime 2013,.
Il est aussi nommé pour le prix du meilleur long métrage d'animation aux 7e Asia Pacific Screen Awards (en),.